# Адлеркрейц, Карл Юхан
Граф Карл Юхан Адлеркрейц (швед. Carl Johan Adlercreutz; 27 апреля 1757, Борго, Финляндия — 21 августа 1815, Стокгольм) — шведский генерал.

## Биография
Карл Юхан Адлеркрейц родился в семье финских аристократов. В 1770 году родители записали его в финский драгунский полк, вице-капралом, где он в 1773 году выдержал экзамен по фортификации и артиллерийским наукам.

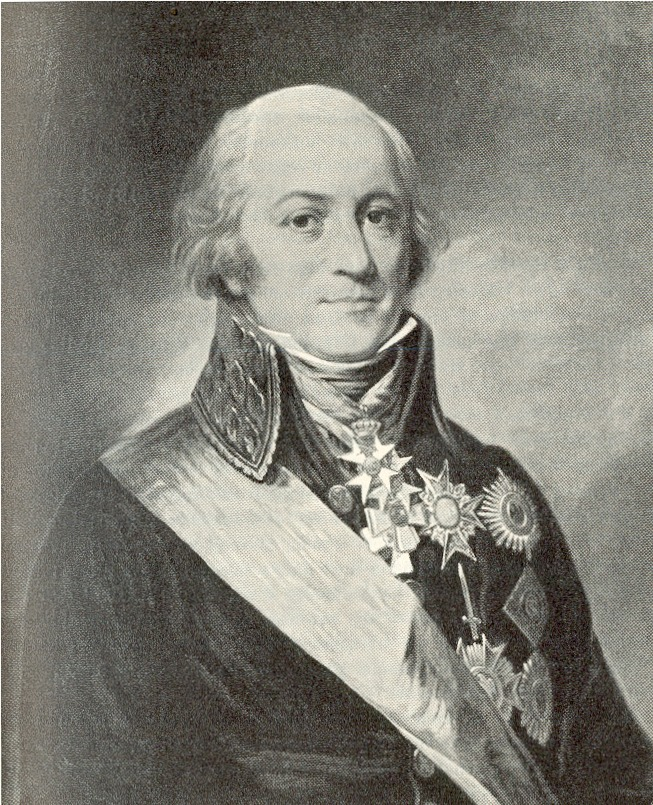
Граф Адлеркрейц

Принимал деятельное участие в войне Швеции с Россией 1788—1790 годов. В 1796—1804 годах командовал Нюландским драгунским полком. В 1804 году ему поручено сформировать полк, получивший его имя.
Во время русско-шведской войны 1808—1809 годов командовал 2-й бригадой в Финляндии. Провёл успешный отход в Улеа. После пленения генерала Лёвенхельма принял начальство над шведскими войсками в Финляндии и упорно, хотя безуспешно, старался отстоять эту страну.
После войны вернулся в Швецию, где, пользуясь неудовольствием народа от политики короля Густава IV, 13 марта 1809 года в Стокгольме вместе с 6 офицерами арестовал короля. С 1810 года до своей кончины был государственным канцлером (без портфеля).
В кампанию 1813 года был начальником штаба Северной армии шведского наследного принца Карла-Иоанна (маршала Бернадотта) и принимал личное участие в сражениях при Грос-Берене, Денневице и при штурме Лейпцига. 28 декабря 1813 года за сражение при Лейпциге награждён российским орденом Святого Георгия 2-й степени.
В 1814 году, возглавляя штаб экспедиционного корпуса, участвовал в военной кампании против Норвегии.
Граф Карл Юхан Адлеркрейц умер 21 августа 1815 года в городе Стокгольме.

## Награды
- Орден Меча, рыцарский крест (RSO1kl) (24 июня 1789, Королевство Швеция)
- Орден Меча, большой рыцарский крест с брошью в виде меча (RmstkSO1kl) (28 апреля 1808, Королевство Швеция)
- Орден Меча, командорский крест (KSO1kl) (30 июня 1808, Королевство Швеция)
- Титул барона (30 августа 1808, Королевство Швеция)
- Орден Меча, командорский крест со звездой (большой крест) (KmstkSO) (3 июля 1809, Королевство Швеция)
- Орден Серафимов (25 ноября 1811, Королевство Швеция)
- Почётный титул «Один из лордов королевства» (7 октября 1813, Королевство Швеция)
- Орден Святого Георгия 2-го класса (28 декабря 1813, Российская империя)
- Военный орден Марии Терезии, командорский крест (1813, Австрийская империя)
- Орден Чёрного орла (1813, Королевство Пруссия)
- Орден Красного орла 1-го класса (1813, Королевство Пруссия)
- Большой крест ордена Почётного легиона (1810, Франция)
- Титул графа (31 августа 1814, Королевство Швеция)